# Línea 383 (Buenos Aires)
La Línea 383 de colectivos es una línea de transporte automotor urbana de Buenos Aires. Conecta el Partido de Florencio Varela  con Claypole. Fue operada por Treinta de Agosto Sociedad Anónima (TASA) hasta el año 2013. En la actualidad, es controlada por la empresa Transportes San Juan Bautista Sociedad Anónima (TSJBSA), quien también maneja la línea 500.
Originalmente, los ramales de la Línea 383 pertenecían a la Línea 500 de Florencio Varela, siendo en principio ramales de esta línea. Al llegar a Claypole, pasó a ser una línea de jurisdicción provincial, las cuales se enumeran de la 200 a la 499, debido a que ingresa al Partido de Almirante Brown.
La cabecera de esta línea se encuentra en Av. San Martín 2475.

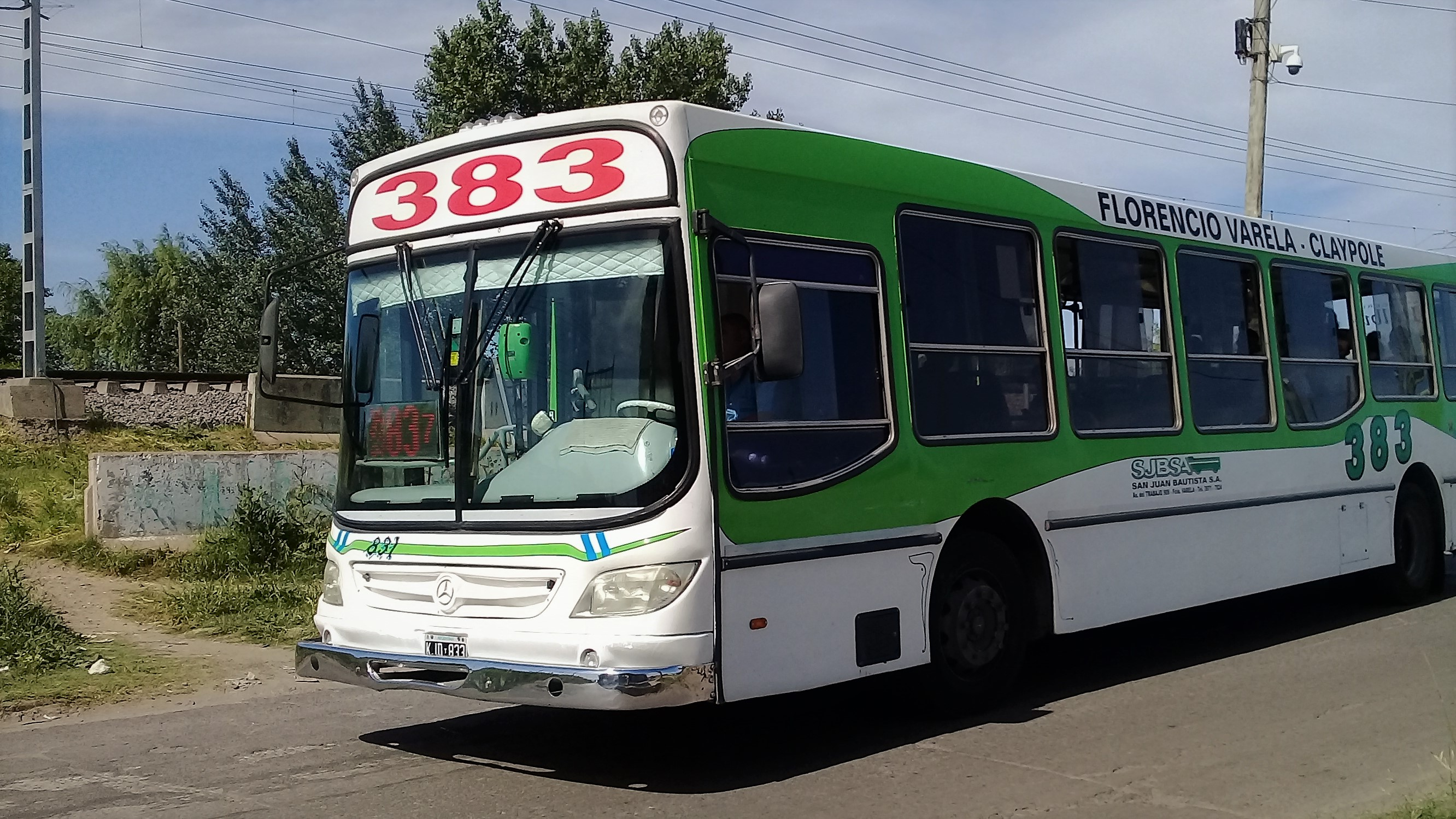
Una interesante unidad, única en su flota en la Línea 383, realizando su recorrido habitual con Ramal 7 hacia Claypole.

## Unidades al servicio
El parque automotor de la empresa está compuesto por las siguientes unidades y chasis, ordenadas según interno.
- Interno 810: Metalpar Iguazú 2 sobre Chasis Mercedes-Benz OH1718L-SB;
- Interno 811: Italbus Tropea 2 sobre Chasis Mercedes-Benz OH1618L-SB;
- Interno 812: Metalpar Iguazú 2 sobre Chasis Mercedes-Benz OH1718L-SB;
- Interno 813: Metalpar Iguazú 2 sobre Chasis Mercedes-Benz OH1718L-SB;
- Interno 814: Metalpar Iguazú 2 sobre Chasis Mercedes-Benz OH1618L-SB;
- Interno 815: Metalpar Tronador 2 sobre Chasis Mercedes-Benz OH1518PA; (Transmisión Automática Allison)
- Interno 816: Metalpar Tronador 2 sobre Chasis Mercedes-Benz OH1518PA; (Transmisión Automática Allison)
- Interno 817: Metalpar Tronador 2 sobre Chasis Mercedes-Benz OH1518PA; (Transmisión Automática Allison)
- Interno 818: Metalpar Tronador 2 sobre Chasis Mercedes-Benz OH1518PA; (Transmisión Automática Allison)
- Interno 819: Metalpar Tronador 2 sobre Chasis Mercedes-Benz OH1518PA; (Transmisión Automática Allison)
- Interno 820: Metalpar Tronador 2 sobre Chasis Mercedes-Benz OH1518PA; (Transmisión Automática Allison)
- Interno 821: Metalpar Tronador 2 sobre Chasis Mercedes-Benz OH1518PA; (Transmisión Automática Allison)
- Interno 822: Metalpar Iguazú 2 sobre Chasis Mercedes-Benz OH1718L; (2 puertas)
- Interno 823: Metalpar Tronador 2 sobre Chasis Mercedes-Benz OH1518PA; (Transmisión Automática Allison)
- Interno 824: Metalpar Tronador 2 sobre Chasis Mercedes-Benz OH1518PA; (Transmisión Automática Allison)
- Interno 825: Metalpar Iguazú 2 sobre Chasis Mercedes-Benz OH1718L-SB;
- Interno 826: Metalpar Iguazú 2 sobre Chasis Mercedes-Benz OH1718L-SB;
- Interno 827: Metalpar Iguazú 2 sobre Chasis Mercedes-Benz OH1718L-SB;
- Interno 828: Metalpar Iguazú 2 sobre Chasis Mercedes-Benz OH1718L-SB;
- Interno 829: Metalpar Iguazú 2 sobre Chasis Mercedes-Benz OH1718L-SB; (Caja Allison Renovada)
- Interno 830: Metalpar Iguazú 2 sobre Chasis Mercedes-Benz OH1618L-SB;
- Interno 831: Italbus Tropea 1 sobre Chasis Mercedes-Benz OH1718L-SB; (Chasis Ex-Metalpar)
- Interno 832: Metalpar Tronador 2 sobre Chasis Mercedes-Benz OH1518PA; (Transmisión Automática Allison)
- Interno 833: Metalpar Tronador 2 sobre Chasis Mercedes-Benz OH1518PA; (Transmisión Automática Allison)
- Interno 834: Metalpar Iguazú 2 sobre Chasis Mercedes-Benz OH1718L-SB;
- Interno 835: Metalpar Tronador 2 sobre Chasis Mercedes-Benz OH1518PA; (Transmisión Automática Allison)
- Interno 836: Metalpar Iguazú 2 sobre Chasis Mercedes-Benz OH1718L-SB; (2 puertas)
- Interno 837: Metalpar Iguazú 2 sobre Chasis Mercedes-Benz OH1718L-SB; (2 puertas)
- Interno 838: Metalpar Iguazú 2 sobre Chasis Mercedes-Benz OH1718L-SB. (2 puertas)

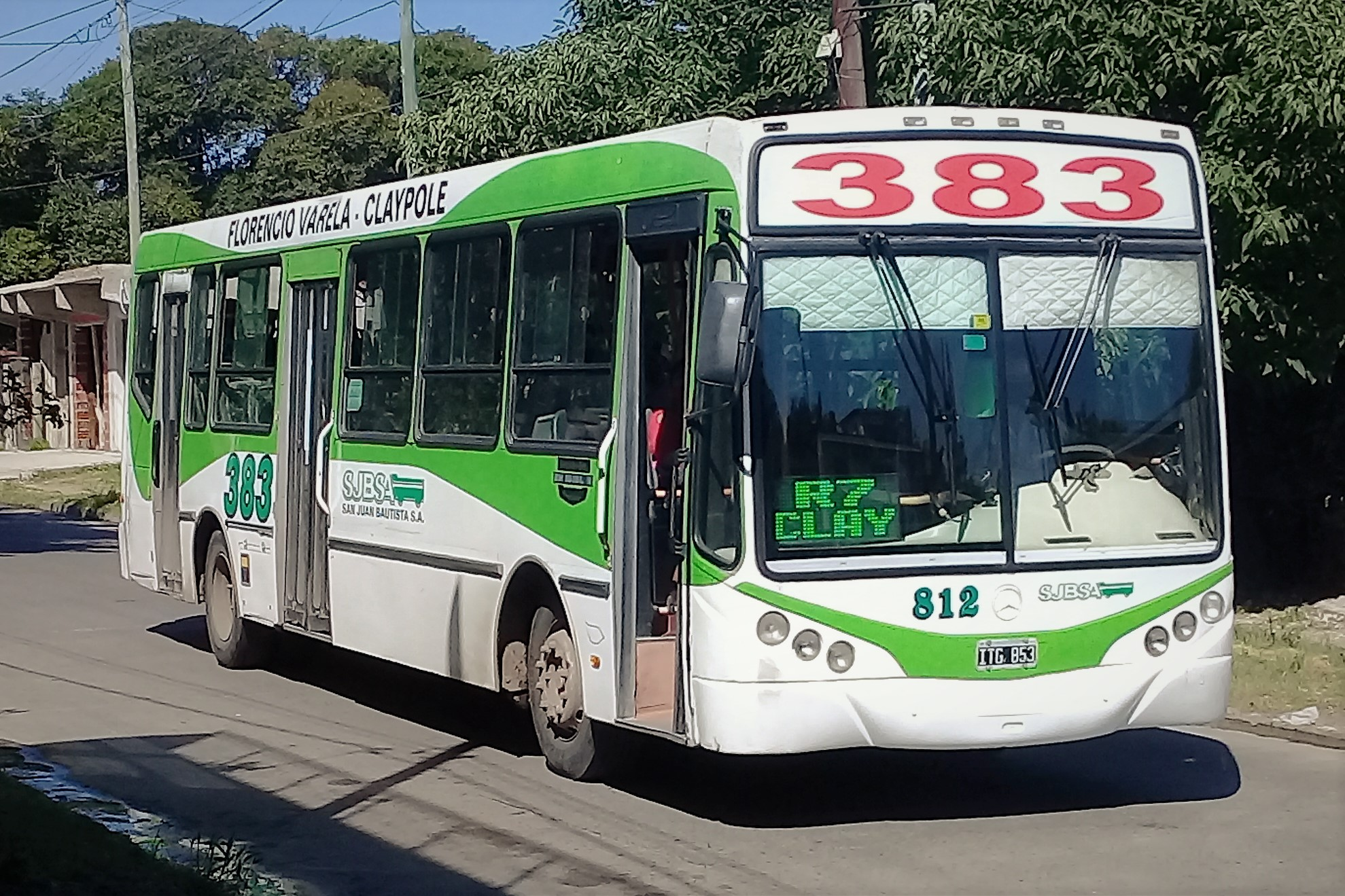
Típico colectivo de la Línea 383, Realizando un recorrido hacia Claypole.

De vez en cuando, y cuando la demanda del servicio suele superar la capacidad total de las unidades y la frecuencia del servicio, el mismo suele reforzarse con unidades pertenecientes a la Línea 500, perteneciente a su vez a la misma empresa (San Juan Bautista). En caso de necesitar refuerzo, se suelen utilizar unidades de piso bajo, acordes a la línea.

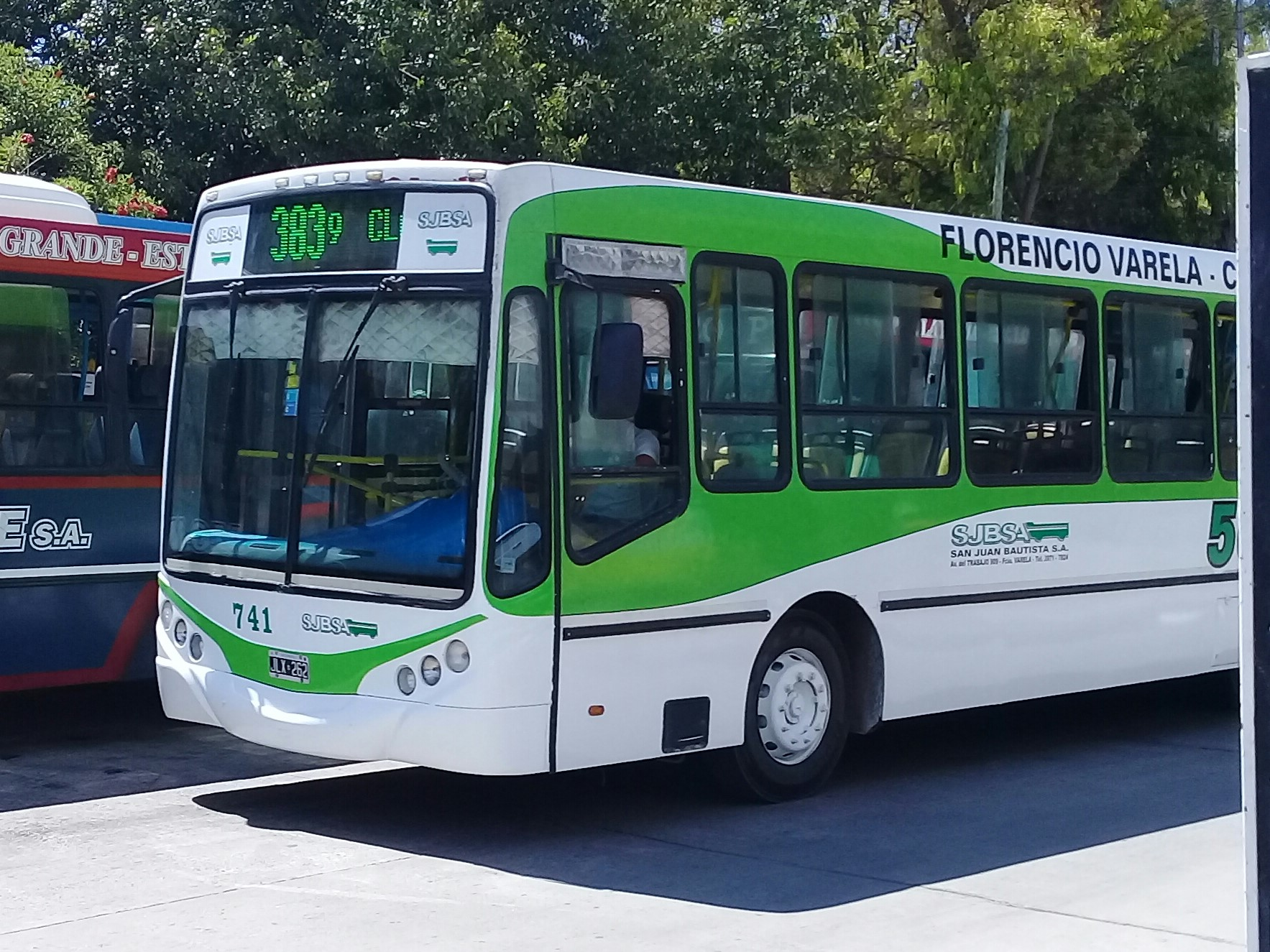
Un colectivo de la Línea 500 "De préstamo" Realizando servicio en la Línea 383.

## Ramales y Frecuencia

### Ramal 7 - Claypole - Pista de Trote por Florencio Varela
Desde Cabecera:
- Centro: Por Sperandío - Victorino de la Plaza (9) - Calle 14 - Pedro Morán (25) - Larrea (2) - Darregueira (33) - La Argentina (20) - Azara (31) - Hernán Cortés - Concejal Dans Rey (26) - Guardia Nacional (23) - Montes (28) - Av. Hipólito Yrigoyen (128) - Remedios de Escalada (141) - Montes de Oca (132) - Ruta Provincial 36 - Senzabello (144) - Luis Braille (131) - El Salto (150) - Clorinda (127) - Calle 152 - Gorriti (125) - Neuquén (170) - Simón Bolívar (123) - Río Negro (172) - Ameghino (129) - Tejedor (182) - Luis Braille (131) - Cañuelas (186) - Beruti (137) - Av. Perón - Ituzaingó (229) - Sallarés (222) - Almirante Brown (207) - Mitre (224) - Alberdi (205) - Presidente Perón (228) - Estación Florencio Varela - Av. San Martín (RP 53) - Cabello (302) - Av. Jorge Novak (ex 13 de diciembre).
- Gobernador Costa: Calle 554 - Calle 519 - Calle 538 - Calle 513 - Portela (536) - El Ombú (434) - Estación Ing. Dante Ardigó - Martín Fierro (415) - El Aljibe (432) - La Pulpera (426) - Los Tilos (513) - Los Pinos (520) - El Ñandú (541) - Casuarinas (512) - Av. Blas Parera - Av. Monteverde - Partido de Almirante Brown.
- Claypole: Av. Eva Perón - Ruta Provincial 4 - Esquiú - Remedios de Escalada de San Martín hasta Estación Claypole.

### Ramal 9 - Claypole - Villa Argentina por Florencio Varela
Desde km 26,700:
- Centro: Por Avenida Jorge Novak - Batalla de Riobamba - Alvear - Batalla de Riobamba - Santa María de Oro - Presidente Illia (Paso de la Patria) - Florencio Sánchez - Av. San Martín - Doctor Sallarés - Juan Bautista Alberdi - Perón.

El ramal 9 de la Línea 383 NO DEBE confundirse con el ramal "S" de la Línea 513 que, a pesar de hacer un recorrido similar, esta línea circula dentro de Florencio Varela y no termina en la estación Claypole. Tampoco debe confundirse con el Ramal 1 de la 500 o el Ramal 4 de la 508, ya que estos no entran a Villa Argentina; Siguen por el Barrio San Jorge.
Los colectivos de la Línea 383 suelen tener la siguiente frecuencia.
- De lunes a viernes, 7 minutos por cada colectivo (14 minutos por cada ramal, son 2 ramales en total)
- Sábados,  10 minutos por cada colectivo (20 minutos por cada ramal, son 2 ramales en total)
- Domingos y Feriados, 15 minutos por cada colectivo (30 minutos por cada ramal, son 2 ramales en total)

En caso de alta demanda de pasajeros, esta frecuencia suele variar, ya que la empresa manda a circulación colectivos extra, Haciendo un 'Trayecto de Refuerzo' entre las estaciones Claypole y Florencio Varela, bajo el Ramal 7.

## Costo del pasaje
Todas las líneas de CABA y del Gran Buenos Aires, incluida la 383, tienen por único medio de pago a la Tarjeta SUBE (Sistema Único de Boleto Electrónico).
La línea 383 posee 3 secciones.
1. La 1.ª sección contempla desde la Estación Claypole hasta la Estación Ardigó.
2. La 2.ª sección contempla desde la Estación Ardigó hasta la Estación Florencio Varela.
3. La 3.ª sección contempla desde la Estación Florencio Varela hasta, si es Ramal 7, Pista de Trote; y si es Ramal 9, Villa Argentina.

El viaje dentro de una misma sección tiene un valor de $52,96.- (2023)
El viaje entre 2 secciones tiene un valor de $59.- (2023)
Por último, el recorrido completo de ambos ramales tiene un valor de $63,54.- (2023)

## Esquema

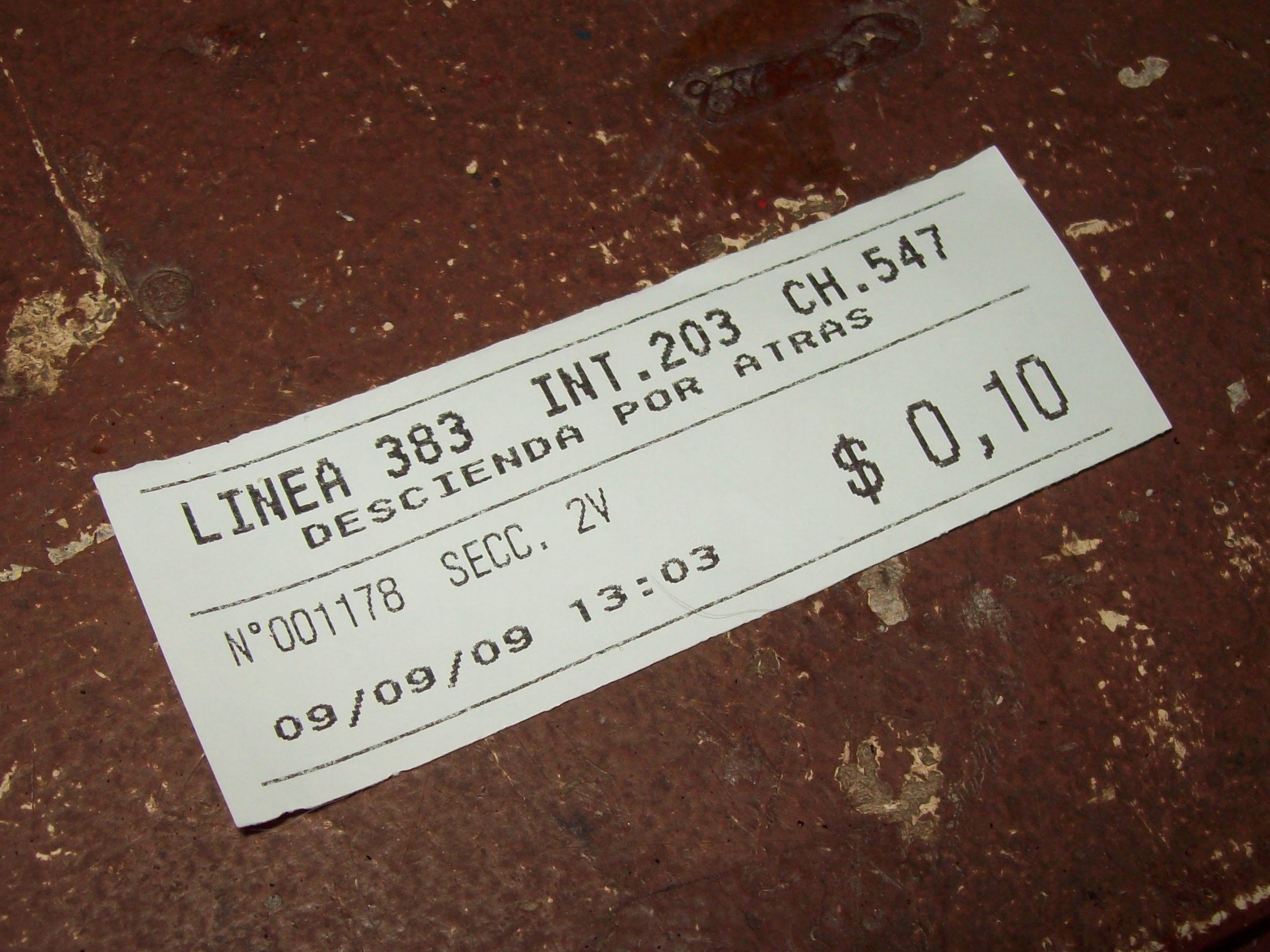
Antiguo boleto escolar de la Línea 383. La tarifa de este boleto no ha cambiado hoy en día.

Referencias: Ramal 7 Ramal 9
|  |  |  | KDSTa |

|  |  | STR+l | STRr |  |  |

|  |  | HST |

|  |  | HST |

|  |  | BHF |

|  |  | HST |

|  |  | HST |

|  |  | BHF |

|  |  | BHF |

|  |  | HST |

|  |  | HST |

|  |  | HST |

|  |  | STRl | DSTq | STR+r |  |

|  |  |  |  | HST |

|  |  |  |  | HST |

|  |  |  |  | BHF |

|  |  |  |  | STR |

|  |  |  |  | BHF |

|  |  |  |  | STR |

|  |  |  |  | HST |

|  |  |  |  | HST |

|  |  |  |  | HST |

|  |  |  |  | HST |

|  |  |  |  | HST |

|  |  | fKDSTa |  | HST |  |

|  |  | fBHF |  | HST |  |

|  |  | fHST |  | HST |  |

|  |  | fHST |  | HST |  |

|  |  | fBHF |  | HST |  |

|  |  | fSTR |  | HST |  |

|  |  | fSTR |  | HST |  |

|  |  | fHST |  | HST |  |

|  |  | fBHF |  | BHF |  |

|  |  | fBHF |  | SKRZ-GBUE |  |

|  |  | fBHF |  | BHF |  |

|  |  | fSTR |  | STR |  |

|  |  | fBHF |  | BHF |  |

|  |  | fSTR |  | STR |  |

|  |  | fSTR |  | HST |  |

|  |  | fSTR |  | HST |  |

|  |  | fSTRl | ABZ+lr | STRr |  |

|  |  |  | BHF |

|  | BAHN | BUS | INT |  |  |

|  |  |  | BHF |

|  | lDAMPF |  | SKRZ-Gu |  |  |

|  |  | STR+l | STRr |  |  |

|  |  | BHF |

|  |  | STR |

|  |  | BHF |

|  |  | BHF |

|  |  | HST |

|  |  | BHF |

|  |  | BHF |

|  |  | BHF |

| lDAMPF |  | SKRZ-GBUE |  |  |  |

|  |  | DST | BAHN |  |  |

|  |  | BHF |

|  |  | BHF |

|  |  | BHF |

|  |  | BHF |

|  |  | BHF |

|  |  | BHF |

|  |  | BHF |

|  |  | BHF |

|  |  | DST |

|  | GRZq | STR+GRZq | GRZq |  |  |

|  |  | BHF |

|  |  | BHF |

|  |  | HST |

|  |  | HST |

|  |  | KDSTe | BAHN |  |  |